# Just Friends (Gavin DeGraw)
Just Friends is een nummer van de Amerikaanse zanger Gavin DeGraw. Het is de vierde single van zijn debuutalbum Chariot.
Het nummer werd alleen in Nederland een bescheiden hitje, met een 26e positie in de Nederlandse Top 40.